# Ernst Dörflinger
Ernst Dörflinger (?, 1907 – ?, 1968. június 5.) svájci nemzetközi labdarúgó-játékvezető.

## Pályafutása

### Nemzeti játékvezetés
Az I. Liga játékvezetőjeként vonult vissza.

#### Nemzeti kupamérkőzések

##### Svájci labdarúgókupa
A svájci JB, szakmai munkájának elismeréseként megbízta az egyik elődöntő koordinálásával.
| Időpont          | Helyszín                        | Mérkőzés típusa | Mérkőzés                            | Eredmény | Nézők száma |
| ---------------- | ------------------------------- | --------------- | ----------------------------------- | -------- | ----------- |
| 1954. április 4. | Saint-Léonard Stadion, Fribourg | egyik elődöntő  | FC Fribourg–Grasshopper Club Zürich | 3 : 1    | 8 000       |

### Nemzetközi játékvezetés
A Svájci labdarúgó-szövetség Játékvezető Bizottsága (JB) 1950-ben terjesztette fel nemzetközi játékvezetőnek, a Nemzetközi Labdarúgó-szövetség (FIFA) bíróinak keretébe. A FIFA JB központi nyelvei közül a németet beszélte. Több nemzetek közötti válogatott és klubmérkőzést vezetett, vagy működő társának partbíróként segített. A svájci nemzetközi játékvezetők rangsorában, a világbajnokság-Európa-bajnokság sorrendjében többedmagával a 32. helyet foglalja el 1 találkozó szolgálatával. Az aktív nemzetközi játékvezetéstől 1954-ben búcsúzott. Válogatott mérkőzéseinek száma: 5.

#### Labdarúgó-világbajnokság
A világbajnoki döntőhöz vezető úton Svájcba az V., az 1954-es labdarúgó-világbajnokságra a FIFA JB kifejezetten partbíróként alkalmazta.  Partbírói mérkőzéseinek száma világbajnokságon:  2.

##### 1954-es labdarúgó-világbajnokság

###### Selejtező mérkőzés
| Időpont              | Helyszín                      | Mérkőzés típusa           | Mérkőzés                | Eredmény | Nézők száma |
| -------------------- | ----------------------------- | ------------------------- | ----------------------- | -------- | ----------- |
| 1953. szeptember 20. | Municipal Stadion, Luxembourg | előselejtező (4. csoport) | Luxemburg–Franciaország | 1 : 6    | 15 000      |

###### Világbajnoki mérkőzés
| Időpont          | Helyszín                 | Mérkőzés típusa                          | Mérkőzés               | Játékvezető        | Eredmény | Nézők száma |
| ---------------- | ------------------------ | ---------------------------------------- | ---------------------- | ------------------ | -------- | ----------- |
| 1954. június 19. | Hardturm Stadion, Zürich | csoportmérkőzés (C. csoport)             | Ausztria–Csehszlovákia | Vasa Stefanović    | 5 : 0    | 21 000      |
| 1954. június 23. | Hardturm Stadion, Zürich | csoportmérkőzés (B. csoport - rájátszás) | NSZK–Törökország       | Raymond Vincentini | 7 : 2    | 17 000      |

## Külső hivatkozások
- Ernst Dörflinger. World Referee. [2012. szeptember 27-i dátummal az eredetiből archiválva]. (Hozzáférés: 2011. június 5.)
- Ernst Dörflinger. eu-football.info. (Hozzáférés: 2015. február 19.)
- Ernst Dörflinger. weltfussball.de. (Hozzáférés: 2015. február 19.)